# Iolanda Balaș
Iolanda Balaș Soter (Timișoara, 12 dicembre 1936 – Bucarest, 11 marzo 2016) è stata un'altista rumena, dominatrice della specialità dalla metà degli anni cinquanta alla metà degli anni sessanta.
In carriera vinse due titoli olimpici e stabilì quattordici record mondiali.

## Biografia
Alta 1,85 m, allenata dall'ex saltatore Ion Soter, che divenne poi suo marito, è passata alla storia per il netto predominio che impose nel salto in alto femminile per un decennio. Tra il 1957 e il 1967 la Balaş vinse 150 gare consecutive, migliorando al contempo il primato mondiale per ben 14 volte portandolo da 1,75 a 1,91 m.
Iolanda Balaş fece il suo primo record del mondo il 14 luglio 1956 a Bucarest, migliorando di un centimetro il primato stabilito dalla britannica Thelma Hopkins circa due mesi prima. La sua misura rimase imbattuta fino alla finale olimpica di Melbourne 1956, vinta dalla statunitense Mildred McDaniel a quota 1,76 m, nuovo record olimpico e mondiale; in quella gara la Balaş si fermò a 1,67 m concludendo al quinto posto. La saltatrice romena eguagliò il primato mondiale l'anno seguente, ma dopo due mesi la cinese Feng-Jung Cheng lo migliorò ulteriormente salendo a 1,77 m. Il 7 giugno 1958 Iolanda Balaş tornò primatista mondiale con la misura di 1,78 m, dando inizio a una progressione senza pari: nell'arco di tre anni salì altri 13 centimetri, migliorando il record del mondo per 11 volte fino a 1,91 m del 16 luglio 1961.
Il divario tra Iolanda Balaş e le sue avversarie era abissale: quando raggiunse quota 1,91 m, nessun'altra saltatrice al mondo era mai andata oltre 1,78 m. Il suo record avrebbe resistito per altri dieci anni, quando l'introduzione dello stile Fosbury permise alle altre atlete di migliorarla (anche se alcune fino a tutti gli anni 70 useranno ancora la tecnica del valicamento ventrale). Fu battuto dall'austriaca Ilona Gusenbauer che saltò 1,92 m il 4 settembre 1971 a Vienna.
Un esempio della supremazia di Iolanda Balaş fu la finale olimpica ai Giochi di Roma 1960. Delle 15 concorrenti iniziali, in quattro arrivarono a superare la misura di 1,71 m. La Balaş valicò i successivi 1,73 m al primo salto, mentre le sue avversarie esaurirono tutti i tentativi a loro disposizione senza riuscire a passare tale quota. Nonostante avesse già vinto, la romena proseguì la gara da sola: passò 1,75 m, saltò 1,77 m al primo tentativo, 1,81 m al secondo, 1,85 m al terzo. Provò infine la misura di 1,87 m, che sarebbe stato il nuovo record del mondo, ma dopo due tentativi falliti rinunciò. Vinse la medaglia d'oro con un distacco di 14 centimetri sulla polacca Jarosława Jóźwiakowska e sulla britannica Dorothy Ada Shirley.
Quattro anni dopo ai Giochi di Tokyo si riconfermò campionessa olimpica. Il livello generale dei salti nel frattempo si era alzato, ma il divario rimaneva notevole: Iolanda Balaş chiuse la gara a 1,90 m, dopo aver sbagliato i tre tentativi di nuovo record del mondo a 1,92 m, mentre l'australiana Michele Brown, argento, si era fermata a 1,80 m, dieci centimetri più sotto.
Oltre ai record del mondo e ai due titoli olimpici, nel suo palmarès vanta anche due ori ai campionati europei di atletica leggera nel 1958 a Stoccolma e nel 1962 a Belgrado, oltre a una medaglia d'argento agli europei di Berna nel 1954.
Dopo il ritiro dalle competizioni rimase attiva nell'atletica leggera come giudice di gara e dirigente. Dal 1988 al 2005 fu presidente della federazione rumena di atletica leggera (Federatia Romana de Atletism, FRA).

## Palmarès
- Olimpiadi: 2 medaglie
  - 2 ori (1960; 1964)

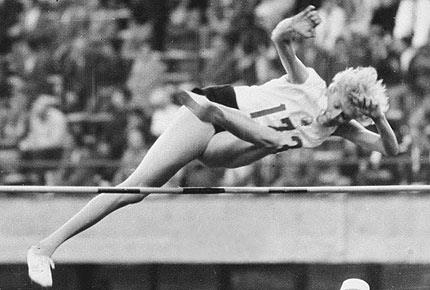
Iolanda Balaș durante una gara.

- Campionati europei di atletica leggera: 3 medaglie
  - 2 ori (1958; 1962)
  - 1 argento (1954)
- Universiadi: 2 medaglie
  - 2 ori (1959; 1961)

| Misura (m) | Atleta           | Luogo         | Data              |
| ---------- | ---------------- | ------------- | ----------------- |
| 1,75       | Iolanda Balaş    | Bucarest      | 14 luglio 1956    |
| 1,76       | Mildred McDaniel | Melbourne     | 1º dicembre 1956  |
| 1,76 =     | Iolanda Balaş    | Bucarest      | 13 ottobre 1957   |
| 1,77       | Feng-Jung Cheng  | Pechino       | 17 novembre 1957  |
| 1,78       | Iolanda Balaş    | Bucarest      | 7 giugno 1958     |
| 1,80       | Iolanda Balaş    | Cluj-Napoca   | 22 giugno 1958    |
| 1,81       | Iolanda Balaş    | Poiana Brașov | 31 luglio 1958    |
| 1,82       | Iolanda Balaş    | Bucarest      | 4 ottobre 1958    |
| 1,83       | Iolanda Balaş    | Bucarest      | 18 ottobre 1958   |
| 1,84       | Iolanda Balaş    | Bucarest      | 21 settembre 1959 |
| 1,85       | Iolanda Balaş    | Bucarest      | 6 giugno 1960     |
| 1,86       | Iolanda Balaş    | Bucarest      | 10 luglio 1960    |
| 1,87       | Iolanda Balaş    | Bucarest      | 15 aprile 1961    |
| 1,88       | Iolanda Balaş    | Bucarest      | 18 giugno 1961    |
| 1,90       | Iolanda Balaş    | Bucarest      | 8 luglio 1961     |
| 1,91       | Iolanda Balaş    | Bucarest      | 16 luglio 1961    |